# Бад-Нендорф
Бад-Нендорф (нем. Bad Nenndorf) — город в Германии, в земле Нижняя Саксония. Знаменитый серный курорт.
Входит в состав района Шаумбург. Подчиняется управлению Ненндорф. Население составляет 10 510 человек (на 31 декабря 2010 года). Занимает площадь 23 км². Официальный код — 03 2 57 006.
Город подразделяется на 4 городских района.
| Год  | Население |
| ---- | --------- |
| 1990 | 9 132     |
| 1995 | 9 795     |
| 2000 | 10 054    |
| 2005 | 10 280    |
| 2010 | 10 460    |

## История
Деревня Нянторп Nyanthorpe („Neues Dorf“ - Новая Деревня) возникла в начале IX века, в документах монастыря Корвей (Corvey) есть упоминание о деревне в 936 году.
В 1136 году была воздвигнта церковь, а в 1150 году поселение стало называться Ниндорп (Niendorpe). К юго-востоку возникло также небольшое поселение, позднее стали выделять Большой и Малый Ненндорф (Groß Nenndorf и Klein Nenndorf). Дрегое поселение на месте района Дензингхаузен было разрушено в ходе Тридцатилетней войны. После раздела графства Шаумбург Ненндорф стал принадлежать Гессен-Касселю.
Серный источник Дюбельстдрек („Dübelsdreck“) межды Большим и Малым Ненндорфом был признан целебным в 1546 году. Курорт получил развитие после врачебной экспертизы Ринтельнского университета, xve о чём распорядился Гессен-Кассельский граф Фридрих II. В 1786 году граф Вильгели IX взял на себя обустройство серного курорта, были построены ванны и парк по проекту архитектора Симона Луи ду-Рю (Simon Louis du Ry).
Серные источники Бад Ненндорфа считаются одними из самых мощных в Европе, полезны при ревматизме, подагре и кожных заболеваниях.

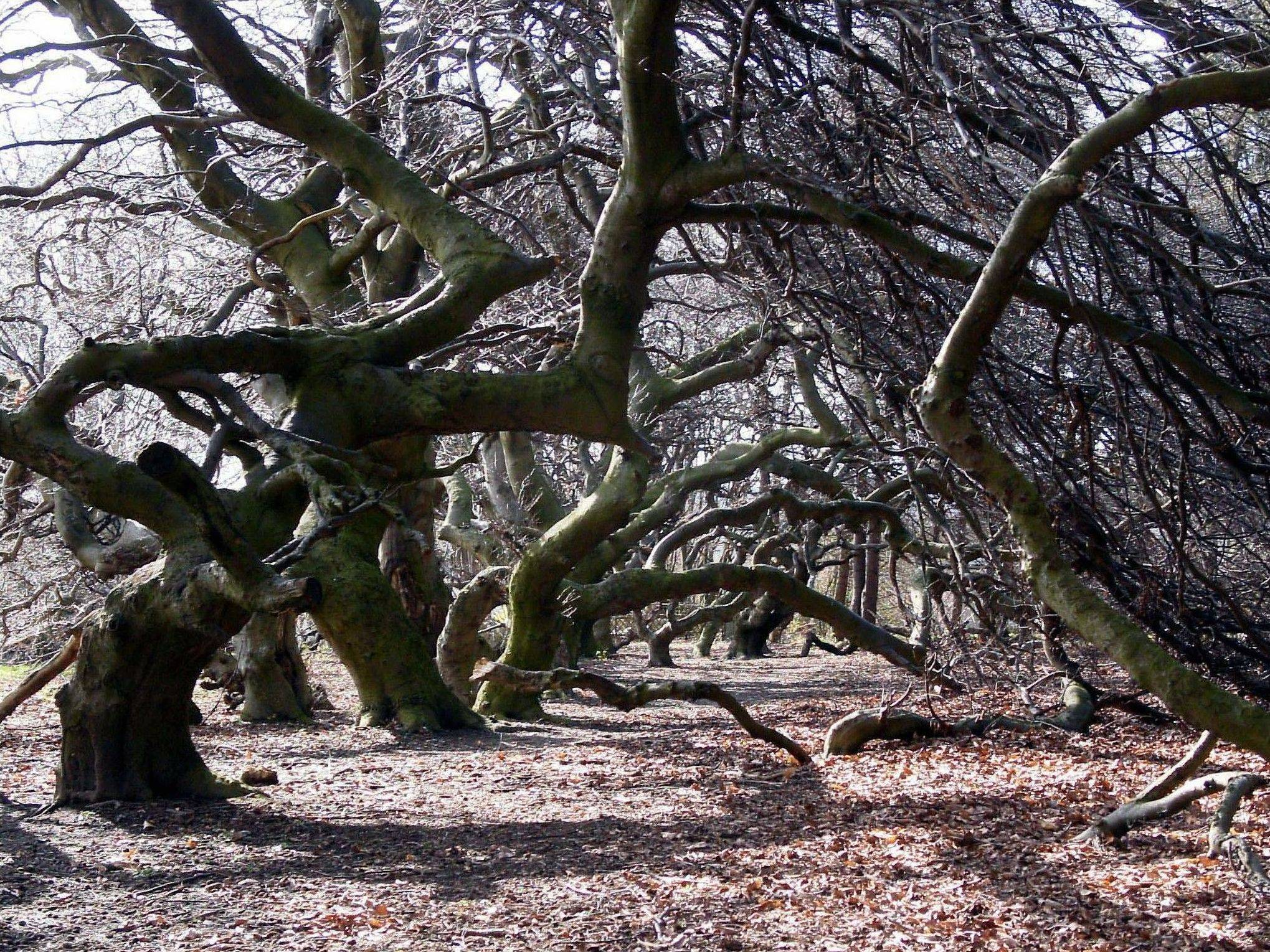
Курортный парк
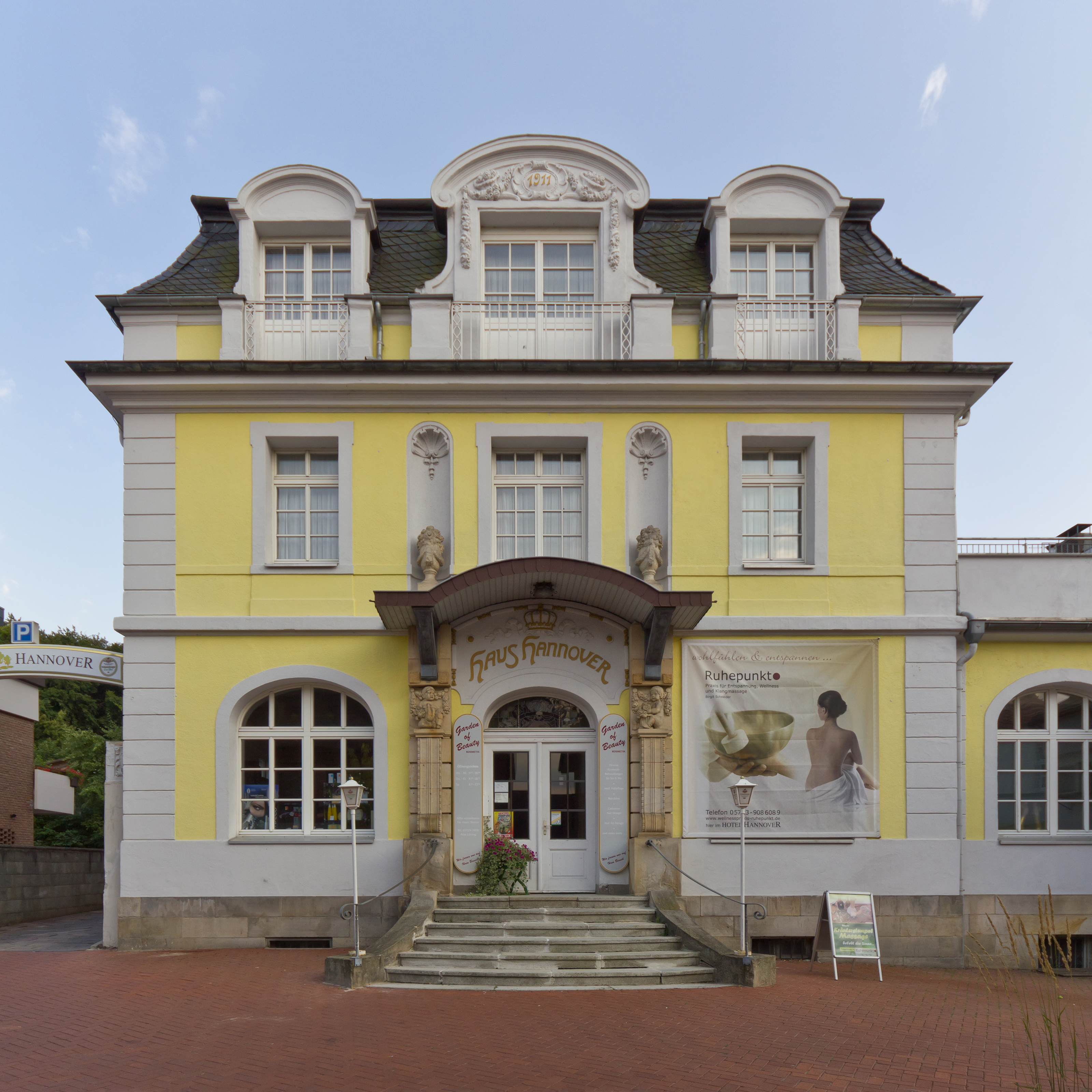
Вилла «Ганновер»
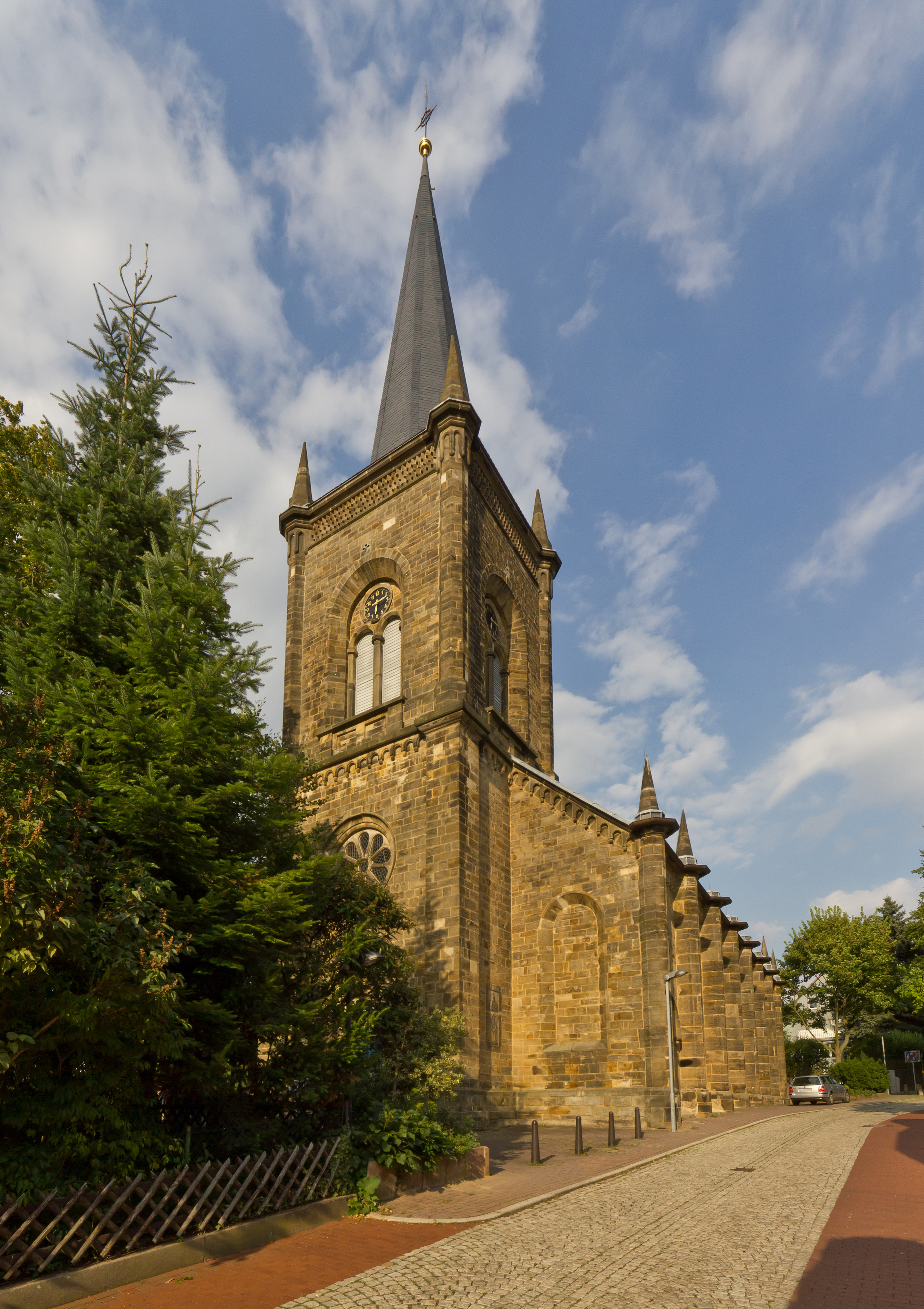
Кирха
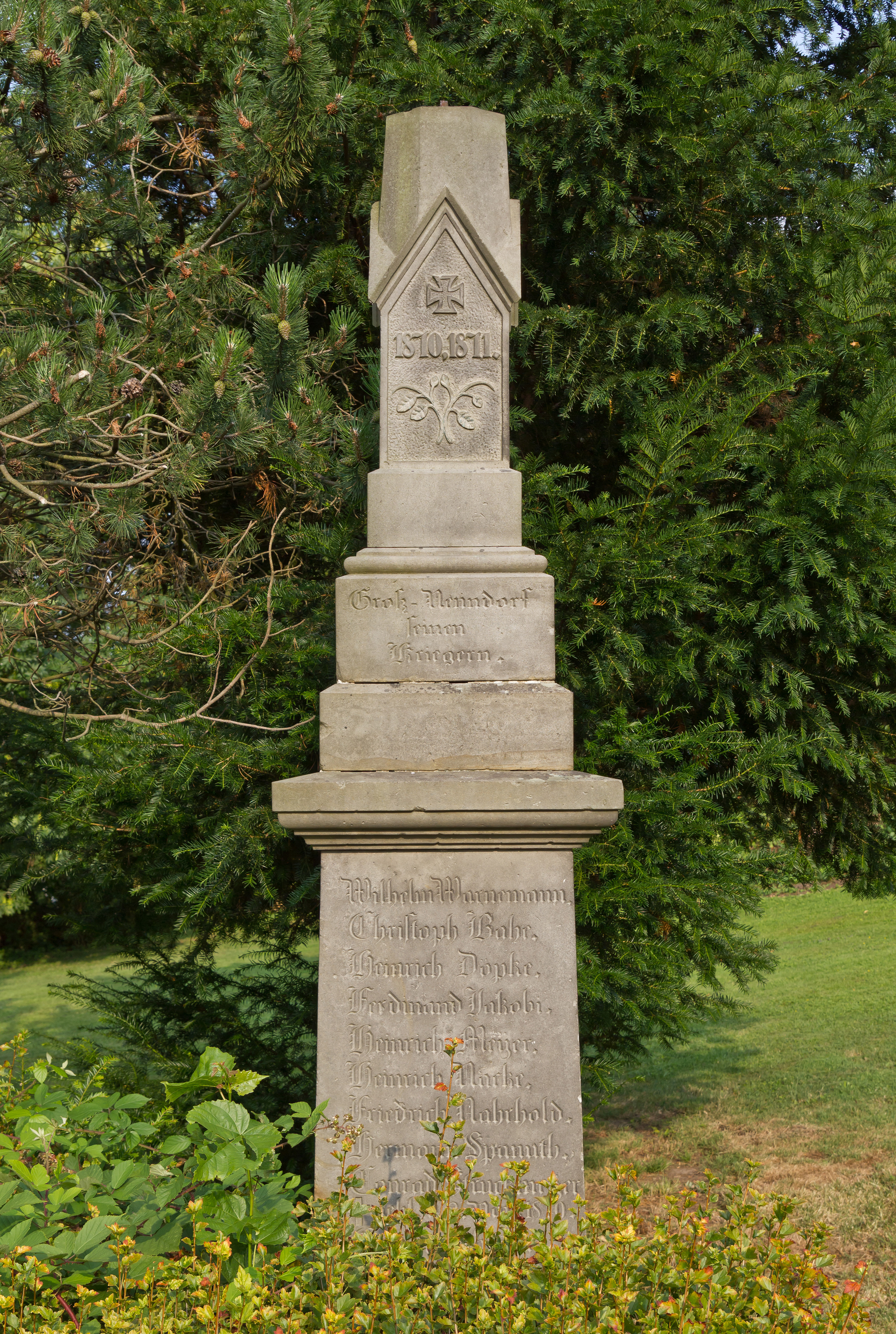
Памятник